# Franz Bernhard Schiller
Franz Bernhard Schiller (auch: Schüller; * 28. Oktober 1815 in Altstadt bei Ostritz; † 13. Mai 1857 in Hamburg) war ein deutscher Bildhauer in der Zeit der Romantik.

## Leben
Die Geburtsurkunde vermerkt die Schreibweise „Schüller“. Demnach ist er als Sohn des Franz Schüller, Häusler und Lohgerber in Altstadt bei Ostritz, und dessen Ehefrau Franziska, geborene Pfalz – aus Ostritz – am 27. Oktober 1815 ebenda geboren und am Tag nach der Geburt katholisch getauft worden.
Schiller war Schüler von Ludwig Schwanthaler in München und Ernst Rietschel in Dresden. Ab 1842 war er in Hamburg tätig. Schiller war Mitglied im Hamburger Künstlerverein von 1832.

## Werke

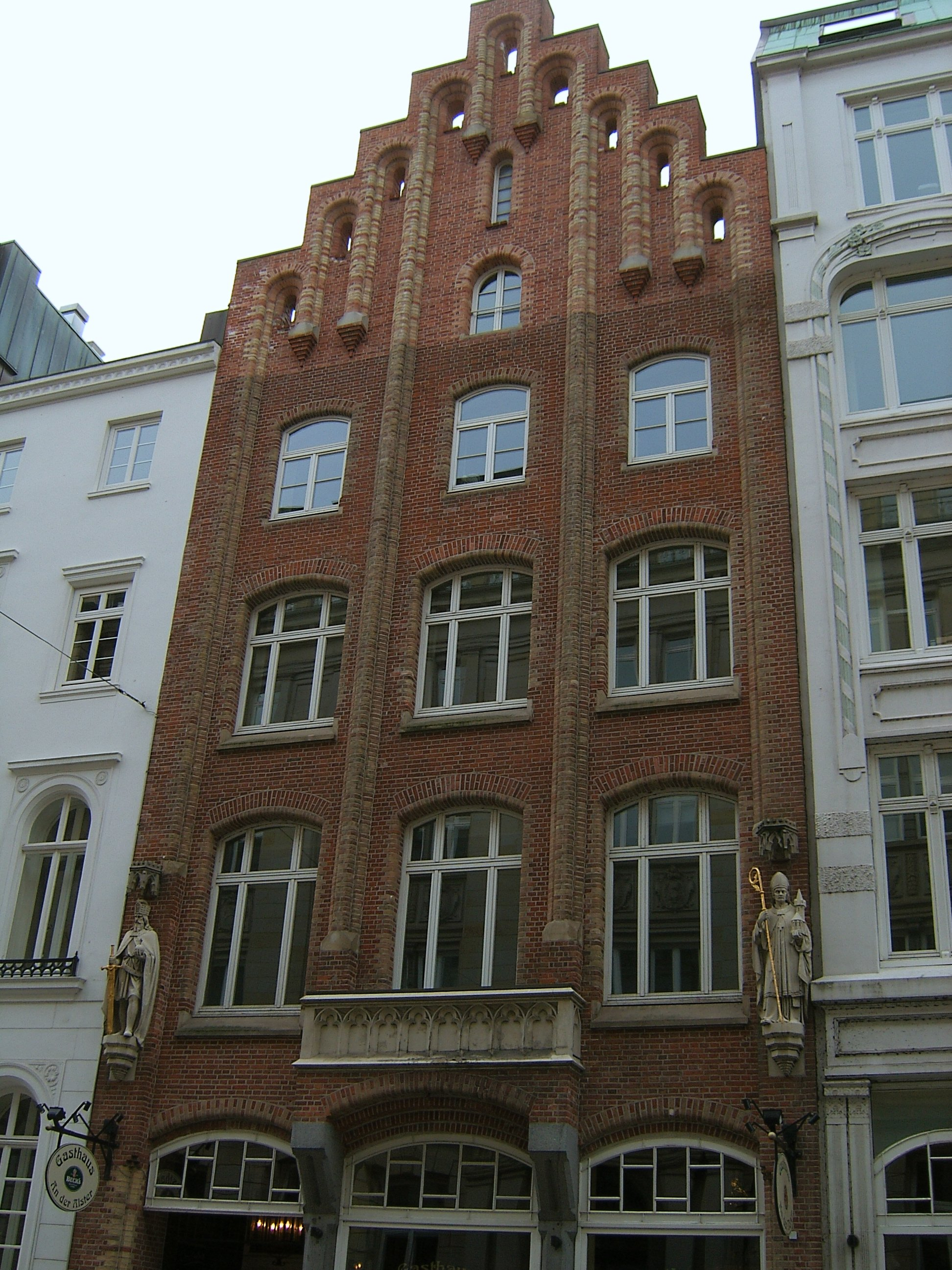
Karl und Ansgar – Hamburg Ferdinandstraße 65

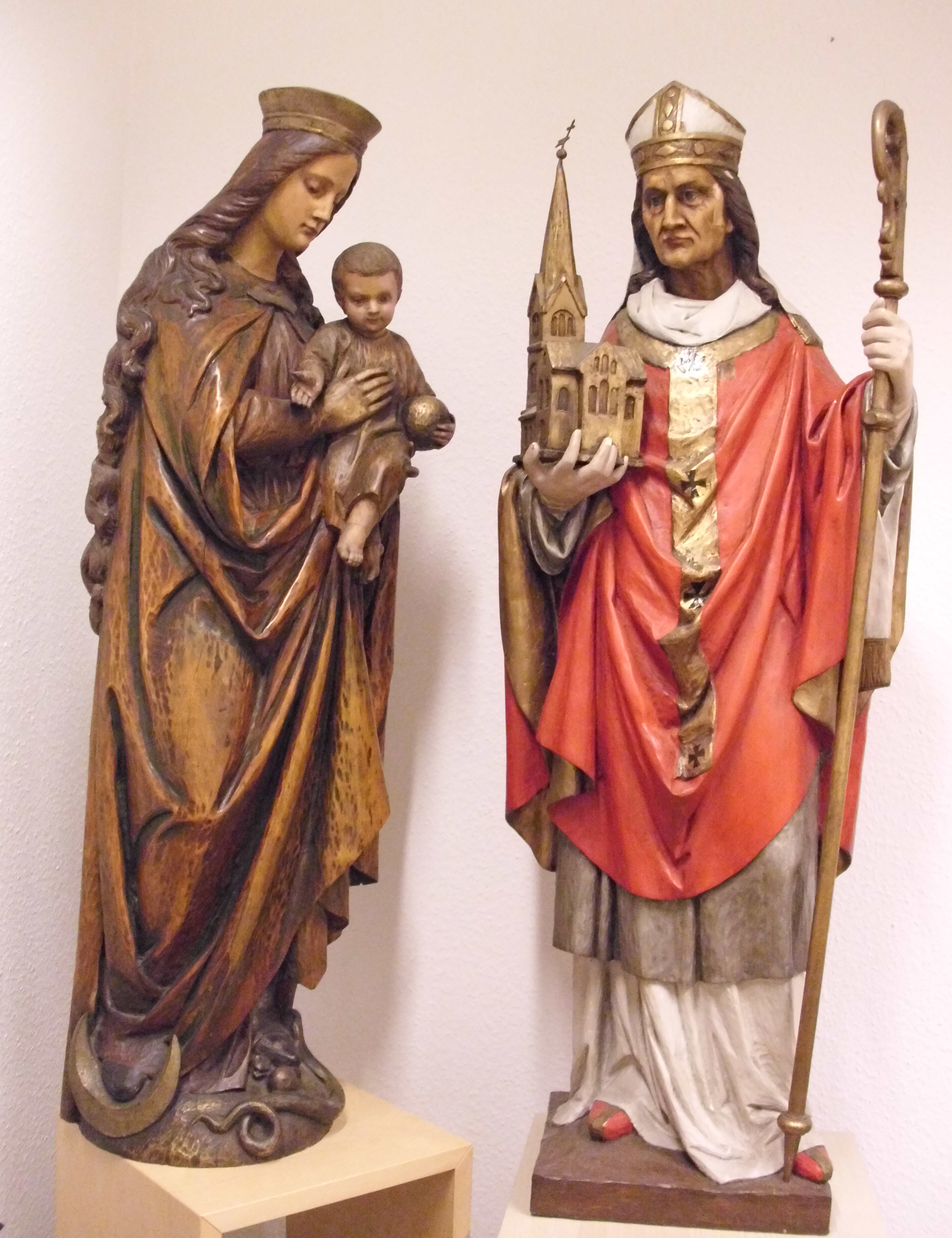
Madonna und St. Ansgar im Kleinen Michel, Hamburg (Ansgar bis 2012 übermalt)

### Öffentliche Denkmäler
Altona:
- Denkmal des Grafen Blücher[3]

Hamburg:
- Statuen Karls des Großen und des Hl. Ansgar (1842, Sandstein) an der Fassade des Hauses Ferdinandstraße 65

### Weitere Arbeiten (alle Hamburg)
- Hauptrelief über dem Portal eines Bankgebäudes
- verschiedene Reliefs im Hause des Senators Jenisch
- Marmorbüste des Bürgermeisters Bartels in der Stadtbibliothek
- zwei Grabdenkmäler auf dem St. Jacobifriedhof

### Sakrale Kunstwerke
Hamburg
- Statuen des Hl. Ansgar und der Hl. Madonna im katholischen „Kleinen Michael“ (1854, Holz)
- Marienstatue, jetzt in St. Franziskus, Barmbek.

Den begonnenen Hauptaltar für die Katharinenkirche konnte Schiller nicht mehr vollenden.